# Lilla Dammtjärnen, Dalarna
Lilla Dammtjärnen är en sjö i Mora kommun i Dalarna och ingår i Dalälvens huvudavrinningsområde.